# Linda Cyrenne
Linda Cyrenne est une artiste québécoise en arts visuels qui travaille la peinture sur soie. Elle présente ses oeuvres à travers le Canada, ainsi qu'en France depuis les années 1990. Elle est membre professionnelle du Regroupement des artistes en arts visuels du Québec et travaille à partir de son atelier situé à Saint-Guillaume, au Québec.

## Biographie
Linda Cyrenne commence à explorer la soie comme médium après avoir suivi un cours intensif durant les années 1980 au Collège Marie-Victorin, puis débute son travail artistique au début des années 1990,. Elle développe ensuite sa propre technique de peinture sur soie basée sur la variété des textures, la richesse des pigments, des couleurs et des sertis métalliques. Elle étudie également l'histoire de l’art à l’Université du Québec à Trois-Rivières, ainsi que la scénarisation d’exposition à la Société des musées du Québec.  
Linda Cyrenne a présenté son travail en France et au Canada, notamment à Nakusp, Edmonton, Kelowna et Drummondville,. Son travail fait partie de la collection de l’Université du Québec à Trois-Rivières, de celle de la MRC de Drummond et la Chambre de commerce et d'industrie de Drummond,,, .
Elle travaille à partir de son atelier situé à Saint-Guillaume, au Québec, et est membre professionnel du Regroupement des artistes en arts visuels du Québec,.

## Démarche artistique

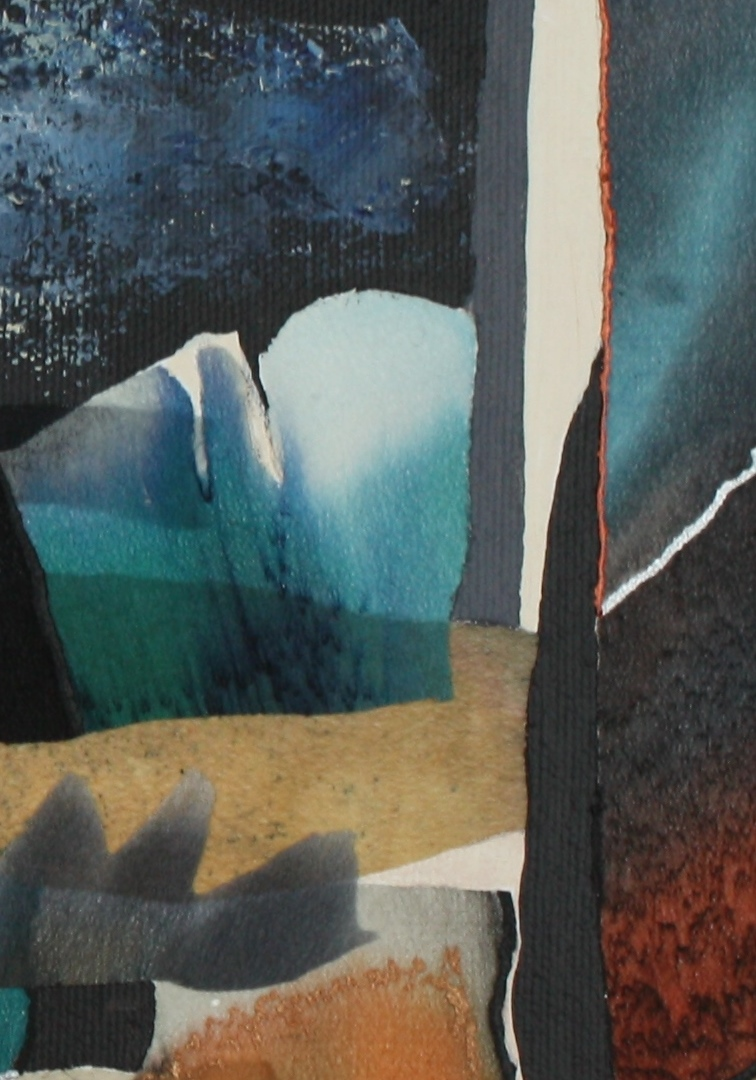
Pieds de vent (détail), œuvre de Linda Cyrenne, en technique mixte avec peinture sur soie

L’artiste s’approprie l’éphémère dans ses œuvres à travers des mouvements inspirés de la nature et de ses cycles, tels que les marées, le mouvement du soleil ou encore de la lumière. Elle souhaite transporter le regardeur dans un autre univers pour qu’il prenne le temps d’apprécier le moment présent ,.
Elle explore divers médiums, dont l'encre avec la peinture sur soie, l’acrylique, le collage et la laine. Elle est passionnée par ces médiums et la diversité des résultats qui peuvent en découler. Elle s’en inspire pour réaliser des œuvres qui explorent la spontanéité. Elle aime proposer des ambiances propices à la contemplation. Elle utilise plusieurs techniques dans une même œuvre et marie la figuration et l’abstraction.

## Expositions
Linda Cyrenne a présenté ses œuvres lors de diverses expositions individuelles, dont Saisir le mouvement présentée au Centre de diffusion et de développement artistique Axart, à Drummondville, au Québec, en 2024, Seize the mouvement au Studio Connexion Art Gallery, à Nakusp, en Colombie-Britannique, en 2024, à la Galerie d’art du Village Québécois d’antan, à Drummondville, en 2014,  Les clochers en signature, présentée à la Galerie d’art l’ancêtre, situé à St-Elphège, au Québec, en 1997, ainsi qu’à La Maison des Artisans de la Vendée, à La Roche-sur-Yon en France en  1988 et 1998,.

## Collaborations
Ses œuvres ont fait la couverture de livres dont Peuples autochtones au Québec, Diplomatie, militantisme et réconciliation, de l’auteur Réjean Côté, publié par les Éditions l'Harmattan en France (2020) et en Italie (2024),.